# Mamestra pallida
Mamestra pallida är en fjärilsart som beskrevs av Barend J. Lempke 1964. Mamestra pallida ingår i släktet Mamestra och familjen nattflyn. Inga underarter finns listade i Catalogue of Life.